# 小倉かずの
小倉 かずの（おぐら かずの、本名: 小倉麗乃、1982年11月1日 - A型）は日本の女優、モデル。身長（公称）165cm東京都出身。

## 人物
日本語と外国語の入り混じった独特の喋り方をする。
独特なキャンディーボイスをしていて本人はそれがコンプレックスである。声を潰す為に毎晩ジムビームを飲んでお風呂場で叫んでいた。(インタビューより)
クォーター独特の顔立ちでオリエンタルフェイス、またはクールビューティーと言われているが、本人至って明るい性格の為周りからはキャラクター管理の為に一切喋るなと言われている。(インタビューより)
親族に学者が多い為、本人も物心がついた時から学者になるものだと言われていたし思っていた。15歳で芸能事務所にスカウトされるまでは弁護士か法律学者になるのが夢であった。（インタビューより）
嫌いなものはネギと生姜。(本人ブログより)
愛犬のティーカッププードルを溺愛している。またその愛犬は本人と共にラジオに出た事がある。(ラジオより)
ダンスが得意であり、社交ダンス、HIP HOP、レゲエなど様々なダンスをこなす。ミュージシャン仲間のバックダンサーをする事もある。作家桜井亜美のイベントでNYで踊ったこともある。その際女優の吉高由里子が居た。(桜井亜美HPより)
中日ドラゴンアッシュ時代のコンセプトは「伝説は3ヶ月で作れる」であった。宣言通り解散後一晩だけ復活した杮落としライブではチケットが即日ソールドアウトになり追加チケットが発売された。
特技は様々な国の言葉を1分間ずつ位喋る事、料理、人にあだ名を付ける事。

## 出演作品

### 映画
- 非・バランス
- 2 Fast 2 Furious(邦題:ワイルド・スピードX2)

### 雑誌
- VOGUE FRANCE
- VOGUE ITALIA
- WHAT'S UP
- 東京一週間
- ロッキンオンジャパン

### CM
- コカコーラ
- 仙台放送